# Ганнопіль (Житомирський район)
Ганно́піль (раніше — Аннопіль) — село в Україні, у Черняхівській селищній територіальній громаді Житомирського району Житомирської області. Чисельність населення становить 260 осіб (2001). У 1923 та 1924—59 роках — адміністративний центр колишньої однойменної сільської ради.

## Населення
У 1783 році чисельність населення становила 38 осіб, дворів — 5, в середині 19 століття — 287 осіб обох статей, наприкінці 19 століття — 322 особи, з них 157 чоловіків та 165 жінок, дворів — 99, або 470 жителів, дворів — 93.
Відповідно до результатів перепису населення СРСР, кількість населення станом на 12 січня 1989 року становила 311 осіб. Станом на 5 грудня 2001 року, відповідно до перепису населення України, кількість мешканців села становила 260 осіб.

## Історія
У 18 столітті називалося Руденка, згодом перейменоване в Аннопіль, входило до православної парафії в Горбулеві. В середині 19 століття — сільце Радомисльського повіту Київської губернії, разом з Горбулевим належало поміщиці Сюзанні Підгородинській. Входило до православної парафії в Горбулеві, за 4 версти. Селяни в кількості 100 ревізьких душ отримали під сплату 542 десятини землі. Поміщикові Демченку належало 112 десятин.
Наприкінці 19 століття — поміщицьке сільце Потіївської волості Радомисльського повіту Київської губернії. Відстань до повітового центру, м. Радомисль, де знаходилася також найближча поштово-телеграфна станція — 25 верст, до центру волості с. Облітки, де знаходилася найближча поштова земська станція — 15 верст, до найближчої залізничної станції Житомир — 38 верст. Основним заняттям мешканців було хліборобство. В поселенні числилося 1 026 десятин землі, з них 139 десятин належало поміщикам, 887 десятин — селянам. Сільцем володів І. А. Михайлюк. Поміщик керував господарством самостійно, застосовував багатопільну сівозміну, селяни застосовували трипільну сівозміну. В селі були 2 кузні, хлібна комора. Пожежний обоз складався з 3 бочок та 3 багрів.
У 1923 році увійшло до складу новоствореної Ганнопільської сільської ради Потіївської волості; адміністративний центр ради. 16 січня 1923 року, внаслідок об'єднання сільських рад, село підпорядковане Неражській сільській раді, яка 7 березня 1923 року включена до складу новоутвореного Потіївського району Малинської округи. 10 вересня 1924 року адміністративний центр Неражської сільської ради перенесено до с. Ганнопіль з перейменуванням на Ганнопільську.
У селі споруджено пам'ятник Героєві Радянського Союзу Ю. М. Тварковському, який там загинув.
21 січня 1959 року, в складі сільської ради, передане до Черняхівського району Житомирської області. 5 березня 1959 року, відповідно до рішення виконавчого комітету Житомирської обласної ради № 161 «Про ліквідацію та зміну адміністративно-територіального поділу окремих сільських рад області», Ганнопільську сільську раду ліквідовано, село підпорядковане Видиборській сільській раді Черняхівського району.
12 червня 2020 року, відповідно до розпорядження Кабінету Міністрів України № 711-р «Про визначення адміністративних центрів та затвердження територій територіальних громад Житомирської області», територію та населені пункти Видиборської сільської ради включено до складу Черняхівської селищної територіальної громади Житомирського району Житомирської області.